# 1968年夏季奧林匹克運動會摩納哥代表團
1968年夏季奧林匹克運動會摩納哥代表團參加1968年10月12日至10月27日在墨西哥墨西哥城舉行的1968年夏季奧林匹克運動會，摩納哥今次是第九次參加夏季奧林匹克運動會，派出兩名運動員參加射擊比賽。

## 比賽成績

### 射擊
兩名運動員代表摩納哥參賽，這是該國第六次參加射擊比賽。
| 喬·巴拉爾           | 混合50米步槍臥射 | 577 | 83/86 |
| 吉爾伯特·斯科索里奧 | 混合50米步槍臥射 | 573 | 85/86 |

## 外部鏈接
- Official Olympic Reports